# San Andrés (Salvador)
San Andrés egy maja régészeti lelőhely a mai Salvador területén, az ország egyik legnagyobb lelőhelye.

## Története
Valószínűleg már időszámításunk előtt 900-ban is éltek itt emberek, egészen i. sz. 420 tájáig, ám ekkor az Ilopango tűzhányó pusztító kitörése miatt elhagyták. Később maják költöztek ide: fénykorát a késői klasszikus korban (650 és 900 között) élte, amikor a közeli völgy kisebb településeit is innen irányították. Többek között kormányzók, kézművesek, katonák, papok és mezőgazdasági munkások is éltek itt. A maják után egy rövid ideig a pipilek is laktak a városban.
Mai nevét az egykori San Andrés haciendáról kapta, amelynek tulajdonosa, a Dueñas család a 20. században lehetővé tette a kutatóknak, hogy a területen dolgozzanak: az első kutatásokat 1940-től kezdve végezte John Dimick és csapata. A turisták az 1970-es évektől kezdve látogatják San Andrést.

## Leírás
A romok Salvador nyugati felében, La Libertad megye területén találhatók a termékeny talajú Zapotitláni-völgyben, a Pánamerikai főútvonal és a Sucio folyó közvetlen közelében. A területet és a hozzá tartozó múzeumot a turisták belépődíj ellenében látogathatják; számukra rendelkezésre áll parkoló és italokat is lehet vásárolni.
Az egykori város legalább 200 hektáros területen helyezkedett el: a központ körül kiterjedt lakóövezet feküdt. A lakóövezetben kevés régészeti feltárást végeztek, de az bizonyosnak látszik, hogy a házak falai a paticshoz hasonló bahareque-technikával épültek. A 20. század közepén még mintegy 140 kisebb halmot lehetett megfigyelni a területen, amelyek valószínűleg a nagyobb házak maradványai voltak, légifelvételek elemzése alapján pedig 1200-ra teszik az egykori lakóépületek számát.
A központi, 20 hektáros részen piramisok és hozzájuk kapcsolódó építmények találhatók. A központi nagy tér keleti sarkában áll az 5-ös számú építmény, az úgynevezett La Campana piramis, míg délnyugati oldalán található a téglalap (közel négyzet) alaprajzú akropolisz, ahol egy nagy kőalapzaton kisebb piramisszerű építmények állnak, az 1-es, a 2-es, a 3-as és a 4-es számú, északi és nyugati szélén pedig lakószobák sora helyezkedik el, az úgynevezett Los aposentos: itt valószínűleg a kormányzó elithez tartozó emberek laktak. Ugyancsak az akropoliszban, annak déli részén tárták fel az egyetlen olyan építményt, a 7-es számút, amelyeket kőtéglákkal burkoltak.

## Képek

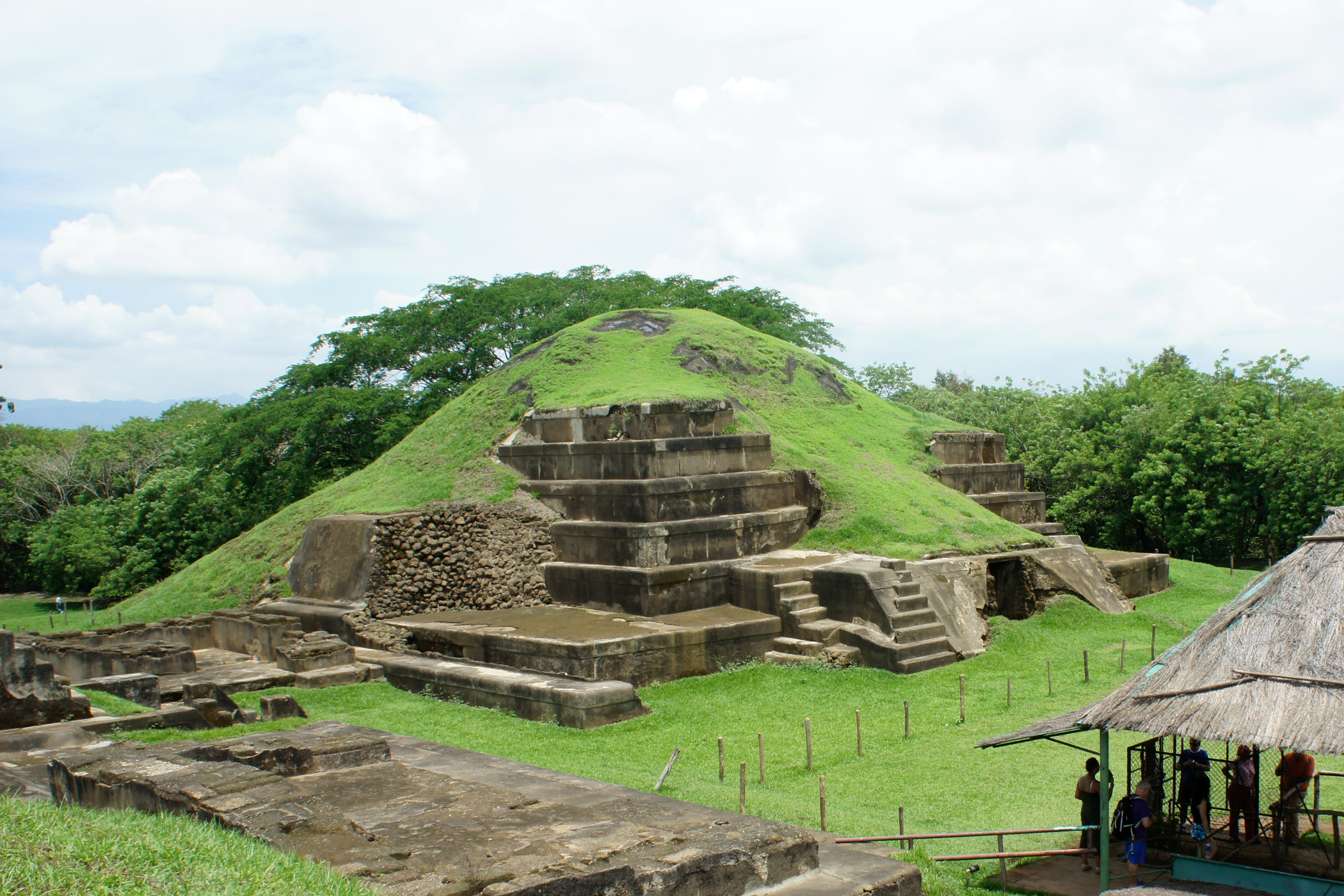
Az 1-es számú piramis
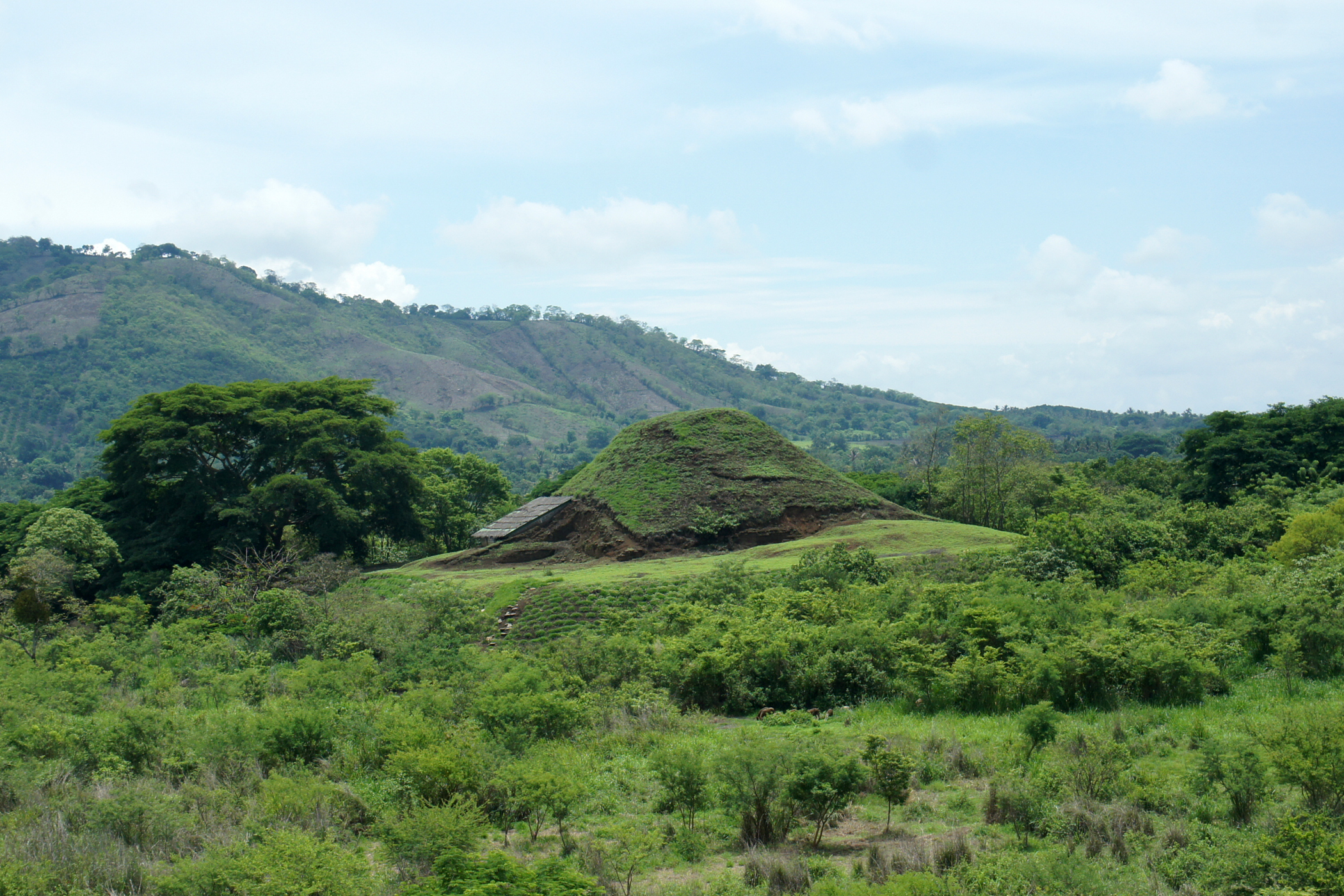
Az 5-ös számú építmény
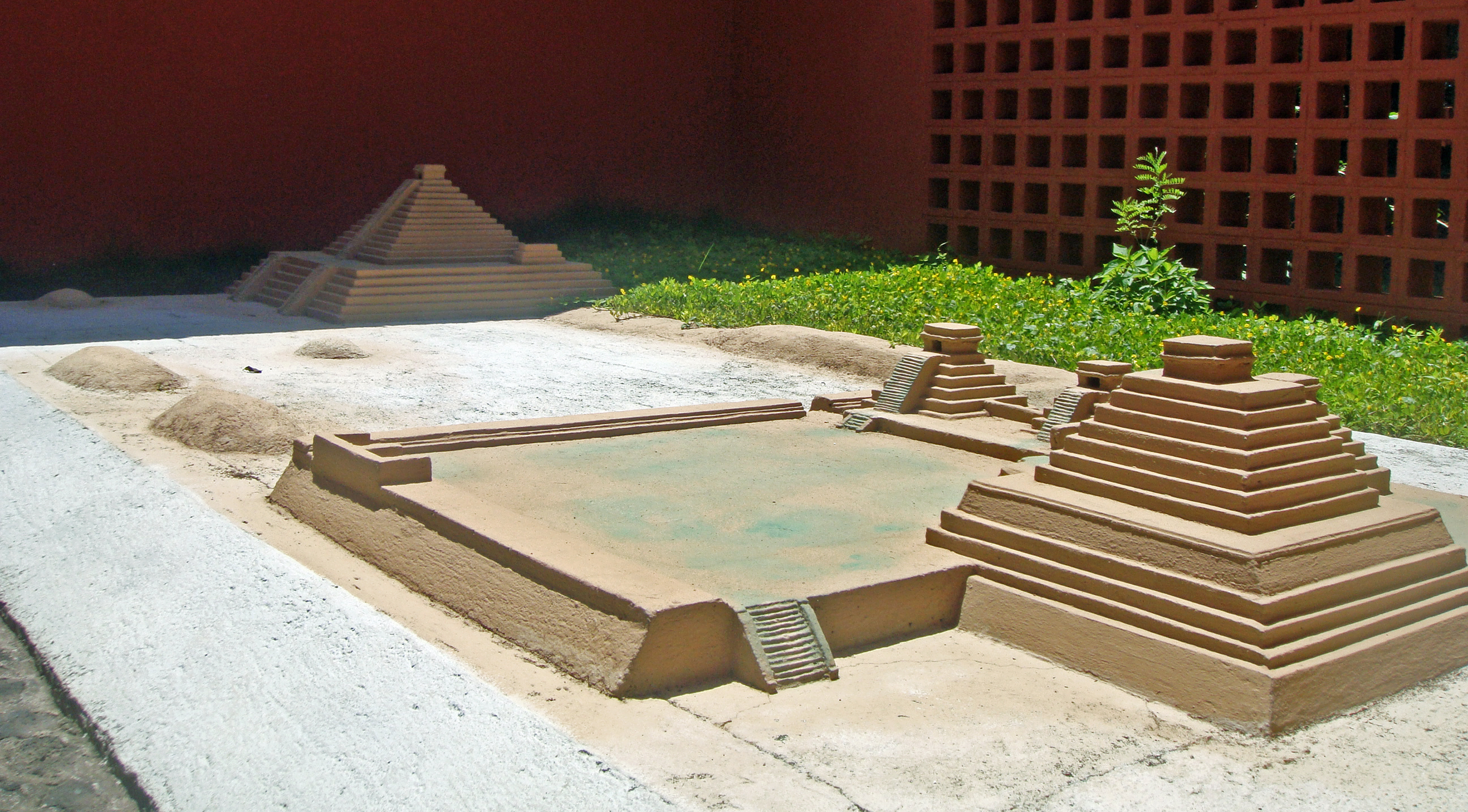
Makett a múzeumban
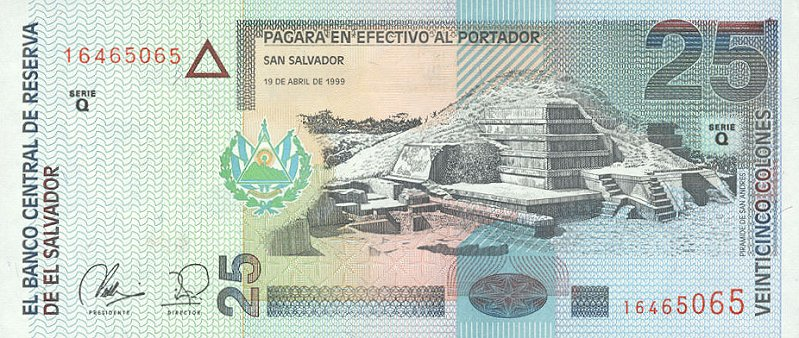
San Andrés egy 1999-ben kiadott 25 colónos bankjegyen